# Самјуел Ричардсон
Самјуел Ричардсон (Мекворт, Дарбишир, 19. август 1689 — Парсонс Грин, Лондон, 4. јул 1761) био је енглески књижевник.
Зачетник је енглеског психолошког романа и први представник сентиментализма у европској књижевности. Штампар по занимању, 1740. године објавио је (анонимно) роман „Памела, или награђена крепост“, у облику збирке писама и с изразитом морализаторском наменом. И остала два романа: „Клариса, или повест младе даме“, његово најуспешније остварење, и „Повест Сер Чарлса Грандисона“, објављена такође анонимно и писана у облику посланица које имају сличну тенденцију. 
Књижевноисторијска вредност Ричардсонових дела још је већа: у Француској га је у целини превео Антоан Франсоа Прево, Русо се водио њиме у Новој Хелоизи, у Немачкој је Ричардсоновим стопама пошао Лесинг у „Miss Sara Sampson“, а Гете у Вертеру; у Италији је Карло Голдони постигао велики успех двема позоришним адаптацијама Памеле; у Енглеској се његов утицај осећа код Стерна и Остин и у деловању једне јаке антиричардсоновске студије, из које је, уз многе пародије и травестије, потекао и Филдингов првенац „Joseph Andrews“.

## Дела
- Памела, или награђена крепост (Pamela; or, Virtue Rewarded), 1740.
- Памела, или награђена крепост II (Pamela in her Exalted Condition), 4 тома 1741-1761.
- Клариса, или повест младе даме (Clarissa; or, The History of a Young Lady), 1748.
- Повест Сер Чарлса Грандисона (The History of Sir Charles Grandison), 1753.